# Naomi Alderman
Naomi Alderman (geboren am 23. Oktober 1974 in London) ist eine britische Schriftstellerin.

## Leben
Naomi Aldermans Vater ist der Historiker des britischen Judentums Geoffrey Alderman. Sie besuchte die South Hampstead High School und studierte Philosophie, Politologie und Ökonomie am Lincoln College in Oxford (B.A.). Danach studierte sie Kreatives Schreiben an der University of East Anglia.
Alderman schreibt seit 2004 Szenarien für Alternate Reality Games. Sie hat eine monatliche Kolumne im Guardian und schrieb dort 2017 einen Essay über Science-Fiction von Frauen.
Aldermans erster Roman Disobedience erschien 2006 und wurde mit dem Debütpreis Orange Award for New Writers ausgezeichnet. 2017 erhielt sie für The Power den Baileys Women’s Prize for Fiction.
Seit 2012 lehrt Alderman als Dozentin für Kreatives Schreiben an der privaten Bath Spa University.
Das 2012 erschienene Exergame Zombies, Run! wurde von Naomi Alderman mitentwickelt.
2017 erschien mit Disobedience eine Verfilmung ihres Debütromans.

## Auszeichnungen
- 2006 Baileys Women’s Prize for Fiction: Nominierung von Disobedience als bestes Buch
- 2017 Baileys Women’s Prize for Fiction: The Power als bestes Buch ausgezeichnet

## Werke
Romane
- Disobedience (2006)
  - Deutsch: Ungehorsam. Übersetzt von Christiane Buchner[3] und Miriam Mandelkow[4] Berlin-Verlag, Berlin 2007, ISBN 978-3-8270-0676-9.
- The Lessons (2010)
  - Deutsch: Die Lektionen. Übersetzt von Christiane Buchner. Berlin-Verl., Berlin 2012, ISBN 978-3-8270-1083-4.
- The Liars’ Gospel (2012)
- Borrowed Time (2011; Doctor Who New Series #48)
- The Power (2016)
  - Deutsch: Die Gabe. Übersetzt von Sabine Thiele. Heyne, 2018, ISBN 978-3-453-31911-0.
- The Future. Simon & Schuster, 2023; ISBN 978-1-66802-568-0.
  - Deutsche Übersetzung von Barbara Ostrop: The Future. Heyne, 2023; ISBN 3-453-27437-7.

Kurzgeschichten
- The Career of Edward Northam (2007, in: John Grant (Hrsg.): New Writings in the Fantastic)
- Excision (2015, in: Rebecca Levene und Lavie Tidhar (Hrsg.): Jews vs Aliens)
- Time Lapse (2019, Doctor Who, in: Thirteen Doctors Stories)
  - Deutsch: Zeitfluss. In: Eoin Colfer u. a. (Hrsg.): Zeitfluss. Cross Cult, 2019, ISBN 978-3-95981-664-9.

weitere Veröffentlichungen
- Zombies, run! Keeping fit and living well in the current zombie emergency (2016)